# Singles 93-03
Singles 93-03 è la prima raccolta del gruppo musicale di musica elettronica britannico Chemical Brothers, pubblicato il 22 settembre 2003 dall'etichetta discografica Virgin.
Il disco conteneva tutti i singoli estratti dagli album pubblicati nei primi dieci anni di attività del gruppo e alcuni inediti. Dell'album è uscita anche una versione speciale, con un secondo cd contenente tracce live, remix e rarità.
È uscito anche in versione DVD, contenente i videoclip delle canzoni del gruppo e anche filmati extra.

## Tracce
1. Song to the Siren – 4:30
2. Chemical Beats – 4:02
3. Leave Home – 5:05
4. Setting Sun – 3:59 – (feat. Noel Gallagher)
5. Block Rockin' Beats – 4:52
6. The Private Psychedelic Reel – 9:06
7. Hey Boy Hey Girl – 4:48
8. Let Forever Be – 3:40 – (feat. Noel Gallagher)
9. Out of Control – 7:19 – (feat. Bernard Sumner)
10. Star Guitar – 6:08
11. The Test – 6:52 – (feat. Richard Ashcroft)
12. Get Yourself High – 5:48 – (feat. k-os)
13. The Golden Path – 4:46 – (feat. The Flaming Lips)

Durata totale: 70:55
Bonus disc
1. Not Another Drugstore (Planet Nine Mix) – 6:52 – (Versione originale di Elektrobank)
2. The Duke – 5:38 – (Inedito)
3. If You Kling to Me I'll Klong to You – 5:23 – (Dall'EP My Mercury Mouth EP, pubblicato nel 1994 e accreditato come The Dust Brothers)
4. Otter Rock – 4:08 – (Inedito)
5. Morning Lemon – 4:37 – (b-side di Block Rockin' Beats)
6. Galaxy Bounce (Original Version) – 4:46 – (Altra versione di Galaxy Bounce)
7. Loops of Fury – 4:43 – (Dall'omonimo EP del 1995)
8. Delik – 5:29 – (Remix di Life Is Sweet)
9. Elektrobank (live from the Roxy, NYC, November '96) – 7:51
10. Under The Influence (Mix 2) – 5:28
11. Piku Playground (live) – 4:56

Durata totale: 59:51

## DVD
1. Life Is Sweet (featuring Tim Burgess) (diretto da Walter Stern)
2. Setting Sun (feat. Noel Gallagher) (Dom & Nic)
3. Block Rockin' Beats (Dom & Nic)
4. Electrobank (Spike Jonze) (with Sofia Coppola)
5. Hey Boy Hey Girl (Dom & Nic)
6. Let Forever Be (feat. Noel Gallagher) (Michel Gondry)
7. Out of Control (feat. Bobby Gillespie & Bernard Sumner) (W.I.Z.)
8. Star Guitar (feat. Beverley Skeete) (Michel & Olivier Gondry)
9. The Test (feat. Richard Ashcroft) (Dom & Nic)
10. The Golden Path (feat. The Flaming Lips) (Chris Milk)

### DVD extra
1. Hey Boy Hey Girl (Live from Red Rocks 1999)
2. Hoops (Live from Fuji Festival 2002)
3. Setting Sun (Live from Fuji Festival 2002)
4. Temptation/Star Guitar (Live from Fuji Festival 2002)
5. Chemical Beats (Live from Glastonbury 1997)
6. The Private Psychedelic Reel (Live from Glastonbury 2000)
7. Intervista ai The Chemical Brothers, Richard Ashcroft, Norman Cook, Wayne Coyne, Noel Gallagher, Beth Orton, Justin Robertson, Sean Rowley and Bernard Sumner.
8. The Private Reels

## Classifiche
| Classifica        | Posizione raggiunta |
| ----------------- | ------------------- |
| Regno Unito       | 9                   |
| Irlanda           | 11                  |
| Italia            | 12                  |
| Nuova Zelanda     | 12                  |
| Belgio (Fiandre)  | 16                  |
| Portogallo        | 25                  |
| Belgio (Vallonia) | 43                  |
| Australia         | 44                  |